# دانکن جونز
دانکن جونز (انگلیسی: Duncan Jones؛ زادهٔ ۳۰ مهٔ ۱۹۷۱) کارگردان، تهیه‌کننده و فیلمنامه‌نویس اهل انگلستان است. وی از سال ۲۰۰۲ میلادی تاکنون مشغول فعالیت بوده است. او فرزند دیوید و آنجلا بویی است.

## فیلمشناسی
- ماه (۲۰۰۹)
- کد منبع (۲۰۱۱)
- وارکرفت (۲۰۱۶)
- لال (۲۰۱۸)
- نظامی سرکش (۲۰۲۵)